# Jean-Baptiste Jadot
Jean-Baptiste Joseph Jadot (Marche-en-Famenne, 26 januari 1780 - Harsin, 9 januari 1847) was een Belgisch volksvertegenwoordiger.

## Levensloop
Jadot was een zoon van notaris Hubert Jadot en van Ida Defaye. Hij bleef vrijgezel.
Hij werd inspecteur-generaal van Registratie en Domeinen (1831-1833) en secretaris-generaal van het Ministerie van Financies (1832-1833).
In 1833 werd hij verkozen tot liberaal volksvertegenwoordiger voor het arrondissement Marche-en-Famenne en vervulde dit mandaat tot in 1845.
Hij was vrijmetselaar in de loge L'Etoile des Ardennes in Durbuy.